# Kyle Vashkulat
Kirill Vashkulat –conocido como Kyle Vashkulat– (Kiev, URSS, 24 de julio de 1990) es un deportista estadounidense que compitió en judo. Ganó dos medallas de bronce en el Campeonato Panamericano de Judo en los años 2010 y 2011.

## Palmarés internacional
| Campeonato Panamericano | Campeonato Panamericano    | Campeonato Panamericano | Campeonato Panamericano |
| Año                     | Lugar                      | Medalla                 | Categoría               |
| ----------------------- | -------------------------- | ----------------------- | ----------------------- |
| 2010                    | San Salvador (El Salvador) | Medalla de bronce       | –100 kg                 |
| 2011                    | Guadalajara (México)       | Medalla de bronce       | –100 kg                 |